# Lina Palmerini
Lina Palmerini (L'Aquila, 20 giugno 1965) è una giornalista e opinionista italiana, notista politica de Il Sole 24 Ore.

## Biografia
È nata all'Aquila il 20 giugno 1965. Dopo aver conseguito la maturità classica nel liceo G.B.Vico di Chieti, si laurea in Giurisprudenza con il massimo dei voti. Verso la fine degli anni Novanta studia alla Scuola di Giornalismo della Luiss. Nel 1995 viene assunta dal settimanale Mondo Economico e tre anni più tardi da Il Sole 24 Ore, dove assume un ruolo sempre più importante fino a diventare la notista politica. Nel 2015 le viene conferita dal Presidente Giorgio Napolitano l’onorificenza di Ufficiale dell'Ordine al merito della Repubblica italiana; l'anno successivo vince il premio Giornalisti d'oro. È un volto noto della televisione, poiché partecipa molto spesso a programmi di talk show politico, tra cui Otto e mezzo, dove è un'ospite ricorrente. Nel 2019 le è stata dedicata una puntata del programma televisivo Sottovoce, condotto da Gigi Marzullo e, nel dicembre dello stesso anno, è stata insignita del premio giornalistico Biagio Agnes, dedicato a Carlo Casalegno.

## Televisione
- Otto e mezzo - programma TV (LA7; ospite ricorrente)[1]
- Io e te - programma TV (Rai 1; 2018)

## Premi
- Nel 2015 Ordine al merito della Repubblica italiana conferitole dal Presidente della Repubblica Giorgio Napolitano.
- Nel 2019 il premio giornalistico dedicato a Carlo Casalegno e il premio Biagio Agnes.